# Peltogyne prancei
Peltogyne prancei là một loài thực vật có hoa trong họ Đậu. Loài này được M.F.Silva miêu tả khoa học đầu tiên.